# Mika Halvari
Mika Kristian Halvari (Kemi, 13 febbraio 1970) è un ex pesista finlandese, campione mondiale indoor nel 1995.
Ha un primato personale di 22,09 m al coperto, risultato che lo piazza al settimo posto nella graduatoria mondiale di tutti i tempi del getto del peso.

## Biografia
Durante la sua lunga carriera ha subito due gravi infortuni al tendine d'achille. Il primo infortunio avvenne prima delle Olimpiadi di Atlanta 1996. Il secondo infortunio risale invece al 2000 sempre al tendine d'achille della gamba sinistra, questa volta però la rottura interessò l'inserzione sul calcagno. Si sottopose ad un intervento chirurgico durato ben tre ore e svolto dal dottor Ilkka Tulikoura al Diacor Hospital di Helsinki. In seguito a questo secondo infortunio dovette rimanere fermo dalle gare per più di un anno, fino al settembre 2001.

## Record nazionali
Mika Halvari ha stabilito un record nazionale finlandese:
- Getto del peso indoor 22,09 m ( Tampere, 7 febbraio 2000)

## Progressione

### Getto del peso outdoor
| Stagione | Risultato | Luogo           | Data      | Rank. Mond. |
| -------- | --------- | --------------- | --------- | ----------- |
| 2004     | 19,90 m   | Hämeenkyrö      | 3-7-2004  | 54º         |
| 2002     | 20,18 m   | Hämeenkyrö      | 7-7-2002  | 30º         |
| 2001     | 19,89 m   | Porvoo          | 9-9-2001  | 35º         |
| 2000     | 21,04 m   | Helsinki        | 15-6-2000 | 9º          |
| 1999     | 21,00 m   | Ähtäri          | 27-7-1999 | 7º          |
| 1998     | 20,79 m   | San Pietroburgo | 27-6-1998 | 9º          |
| 1997     | 21,11 m   | Oulainen        | 26-7-1997 | 7º          |
| 1996     | 20,42 m   | Lahti           | 18-8-1996 | 15º         |
| 1995     | 21,50 m   | Hämeenkyrö      | 9-7-1995  | 2º          |
| 1994     | 19,87 m   | Reykjavík       | 18-6-1994 | -           |
| 1993     | 20,08 m   | Kotka           | 4-8-1993  | -           |
| 1992     | 18,45 m   | Kempele         | 9-6-1992  | -           |
| 1991     | 18,71 m   | Kemi            | 4-7-1991  | 78º         |
| 1990     | 18,65 m   | Rovaniemi       | 5-6-1990  | 86º         |
| 1989     | 17,96 m   | Varaždin        | 27-8-1989 | 104º        |
| 1988     | 17,62 m   | Huddinge        | 27-8-1988 | -           |
| 1987     | 16,06 m   | Kemi            | 5-9-1987  | -           |
| 1986     | 14,64 m   | Rovaniemi       | 17-8-1986 | -           |

### Getto del peso indoor
| Stagione | Risultato | Luogo     | Data      | Rank. Mond. |
| -------- | --------- | --------- | --------- | ----------- |
| 2004     | 19,91 m   | Helsinki  | 21-2-2004 | 25º         |
| 2000     | 22,09 m   | Tampere   | 7-2-2000  | 1º          |
| 1998     | 20,78 m   | Tampere   | 14-2-1998 | 5º          |
| 1997     | 20,68 m   | Tampere   | 11-2-1997 | 7º          |
| 1996     | 20,81 m   | Sassnitz  | 3-2-1996  | -           |
| 1995     | 20,83 m   | Tampere   | 26-2-1995 | 1º          |
| 1994     | 19,93 m   | Stoccolma | 8-3-1994  | -           |
| 1993     | 18,19 m   | Haparanda | 27-2-1993 | -           |
| 1992     | 18,60 m   | Tampere   | 15-2-1992 | -           |
| 1991     | 17,09 m   | Tampere   | 17-1-1991 | -           |
| 1990     | 18,37 m   | Kuortane  | 19-1-1990 | -           |
| 1989     | 17,53 m   | Tampere   | 5-2-1989  | -           |
| 1988     | 16,82 m   | Rovaniemi | 14-2-1988 | -           |
| 1987     | 13,36 m   | Luleå     | 22-2-1987 | -           |
| 1986     | 13,64 m   | Rovaniemi | 12-1-1986 | -           |

## Palmarès
| Anno | Manifestazione    | Sede       | Evento         | Risultato | Misura  | Note                                     |
| ---- | ----------------- | ---------- | -------------- | --------- | ------- | ---------------------------------------- |
| 1988 | Mondiali juniores | Sudbury    | Getto del peso | 7º        | 16,78 m |                                          |
| 1989 | Europei juniores  | Varaždin   | Getto del peso | 5º        | 17,96 m | Miglior prestazione personale            |
| 1993 | Mondiali          | Stoccarda  | Getto del peso | 25º       | 18,19 m |                                          |
| 1994 | Europei indoor    | Parigi     | Getto del peso | 8º        | 19,48 m |                                          |
| 1994 | Europei           | Helsinki   | Getto del peso | 4º        | 19,52 m |                                          |
| 1995 | Mondiali indoor   | Barcellona | Getto del peso | Oro       | 20,74 m | Miglior prestazione personale            |
| 1995 | Mondiali          | Göteborg   | Getto del peso | Argento   | 20,93 m |                                          |
| 1996 | Olimpiadi         | Atlanta    | Getto del peso | 14º       | 19,37 m |                                          |
| 1997 | Mondiali indoor   | Parigi     | Getto del peso | 6º        | 20,22 m |                                          |
| 1997 | Mondiali          | Atene      | Getto del peso | 5º        | 20,13 m |                                          |
| 1998 | Europei indoor    | Valencia   | Getto del peso | Argento   | 20,59 m | Miglior prestazione personale stagionale |
| 1998 | Europei           | Budapest   | Getto del peso | 6º        | 20,33 m |                                          |
| 1999 | Mondiali          | Siviglia   | Getto del peso | 15º       | 19,61 m |                                          |

## Campionati nazionali
- 3 volte campione nazionale nel getto del peso (1994/1995, 1997)
- 6 volte nel getto del peso indoor (1994/1998, 2000)

1988
- 4º ai campionati nazionali finlandesi indoor, getto del peso - 16,09 m

1989
- Argento ai campionati nazionali finlandesi indoor, getto del peso - 17,53 m
- 6º ai campionati nazionali finlandesi, getto del peso - 16,95 m

1990
- Argento ai campionati nazionali finlandesi indoor, getto del peso - 17,76 m
- Argento ai campionati nazionali finlandesi, getto del peso - 18,38 m

1991
- 4º ai campionati nazionali finlandesi indoor, getto del peso - 17,09 m
- Argento ai campionati nazionali finlandesi, getto del peso - 18,38 m

1992
- Bronzo ai campionati nazionali finlandesi indoor, getto del peso - 18,06 m
- 4º ai campionati nazionali finlandesi, getto del peso - 18,01 m

1993
- 4º ai campionati nazionali finlandesi indoor, getto del peso - 17,95 m
- 4º ai campionati nazionali finlandesi, getto del peso - 17,42 m

1994
- Oro ai campionati nazionali finlandesi indoor, getto del peso - 19,80 m
- Oro ai campionati nazionali finlandesi, getto del peso - 19,79 m

1995
- Oro ai campionati nazionali finlandesi indoor, getto del peso - 20,83 m
- Oro ai campionati nazionali finlandesi, getto del peso - 21,10 m

1996
- Oro ai campionati nazionali finlandesi indoor, getto del peso - 20,75 m

1997
- Oro ai campionati nazionali finlandesi indoor, getto del peso - 20,22 m
- Oro ai campionati nazionali finlandesi, getto del peso - 20,46 m

1998
- Oro ai campionati nazionali finlandesi indoor, getto del peso - 20,78 m
- Argento ai campionati nazionali finlandesi, getto del peso - 20,54 m

1999
- Bronzo ai campionati nazionali finlandesi, getto del peso - 20,29 m

2000
- Oro ai campionati nazionali finlandesi indoor, getto del peso - 21,29 m

2002
- 6º ai campionati nazionali finlandesi, getto del peso - 19,38 m

2004
- Bronzo ai campionati nazionali finlandesi indoor, getto del peso - 19,91 m
- 6º ai campionati nazionali finlandesi, getto del peso - 18,62 m

## Altre competizioni internazionali
1998
- Bronzo agli FBK-Games ( Hengelo), getto del peso - 20,27 m
- Oro in Coppa Europa ( San Pietroburgo), getto del peso - 20,79 m
- Bronzo al Zipfer Gugl Grand Prix ( Linz), getto del peso - 20,29 m
- 8º al Golden Gala ( Roma), getto del peso - 19,51 m
- 5º al Meeting Areva ( Parigi, getto del peso - 19,92 m

2000
- Bronzo al Meeting Areva ( Parigi, getto del peso - 20,57 m
- 4º al Golden Gala ( Roma, getto del peso - 20,07 m
- 4º ai Bislett Games ( Oslo, getto del peso - 20,11 m

2002
- 9º all'Asics Grand Prix ( Helsinki), getto del peso - 19,45 m